# Grumman J2F Duck
Il Grumman J2F Duck era un biplano, monomotore ed anfibio prodotto dall'azienda statunitense Grumman Aircraft Engineering Corporation a partire dalla seconda metà degli anni trenta.
Strettamente imparentato con il precedente Grumman JF Duck, venne utilizzato per compiti di ricognizione, collegamento, soccorso e traino di bersagli a scopo addestrativo; venne impiegato operativamente durante tutta la seconda guerra mondiale ed alcuni esemplari, acquistati da forze armate straniere, rimasero in servizio anche negli anni successivi.

## Storia del progetto
Ordinato nel marzo del 1936, il nuovo modello del Duck non presentava soluzioni rivoluzionarie rispetto al predecessore. Le modifiche principali erano state apportate al galleggiante centrale (più lungo e collegato alla fusoliera mediante una carenatura più pronunciata verso il terminale di coda). Internamente, nel comparto tra la fusoliera ed il galleggiante stesso, era stato predisposto l'impiego di una barella per il trasporto di un ferito. Inoltre, con puntualità, era stata installata la più recente versione del motore, invariato nel modello rispetto al JF-3.
Il primo esemplare del J2F-1 fu portato in volo il 3 aprile del 1936 e nel pomeriggio della stessa giornata fu consegnato all'U.S. Navy.

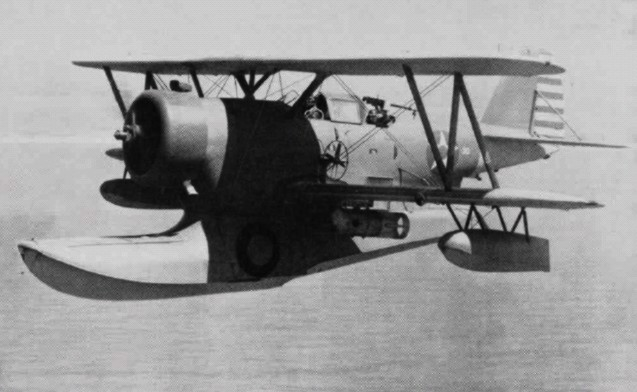
Un Duck della versione J2F-5 in missione antisom: si notino le cariche di profondità sotto le ali.

La versione J2F-2 si caratterizzava per la presenza di una mitragliatrice Browning M1919 posizionata in fusoliera, tra i cilindri del motore, e sparante attraverso il disco dell'elica. Realizzati nel 1937 (ma altre fonti indicano l'anno successivo), questi velivoli furono affiancati da una variante (J2F-2A) dotata di due mitragliatrici (in configurazione binata) a disposizione del marconista nella parte posteriore dell'abitacolo.
Al 1939 risale la versione J2F-3, destinata prevalentemente al trasporto di alti ufficiali della Marina (o di altre personalità V.I.P.); invariati nella sostanza rispetto ai velivoli della precedente serie, i Duck J2F-3 erano riconoscibili per la colorazione argentata e gli interni meno spartani.
Con gli ordini per la versione successiva (J2F-4), la Marina tornava alle soluzioni della versione J2F-2 alla luce della necessità di nuovi velivoli per la ricognizione ed il pattugliamento; questa versione risale alla tarda estate del 1939.
Due anni dopo vide la luce l'ultima versione (J2F-5) realizzata dalle catene di montaggio della Grumman: equipaggiata con motore aggiornato, la cui maggior potenza consentiva un leggero incremento del carico offensivo, incorporava modifiche di dettaglio destinate prevalentemente ad agevolare le operazioni di carico del velivolo.
Infine nel 1942 comparve la versione J2F-6: costruiti dalla Columbia Aircraft Corporation, poiché gli stabilimenti della Grumman erano completamente impegnati nella più urgente realizzazione di velivoli da combattimento, questi velivoli impiegavano la più recente versione del motore Wright Cyclone, ma rimanevano per il resto invariati rispetto ai precedenti.
La stessa Columbia, al termine del conflitto, tentò di dare un seguito al progetto del Duck proponendone una versione monoplana che rimase allo stadio di prototipo e venne denominata Columbia XJL.

## Tecnica

### Struttura

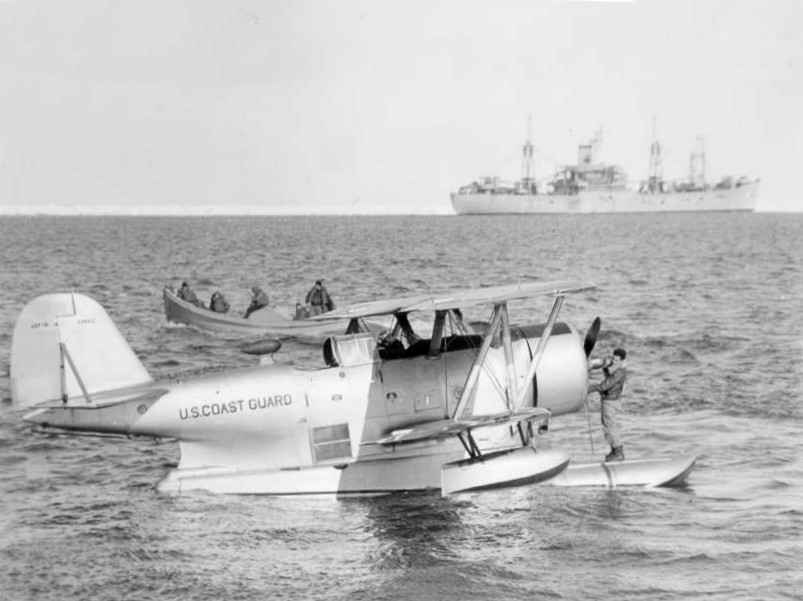
Un Grumman J2F-6 Duck durante alcune operazioni svolte in Antartide nel gennaio del 1947.

Analogamente al predecessore, anche il Grumman J2F era realizzato interamente in lega leggera e presentava fusoliera di sezione circolare con rivestimento lavorante mentre le ali, dotate su entrambi i piani di superfici di controllo, avevano rivestimento in tela. Le ali erano di uguale misura, tra loro scalate e collegate da un montante ad "N" rovesciata. Gli impennaggi erano classici (con l'equilibratore posto alla base della deriva), di tipo monoplano.
Rimanevano invariate anche la configurazione dell'abitacolo, con cappottatura vetrata di tipo scorrevole, e la disposizione in linea dell'equipaggio: anche nel caso del J2F il pilota era disposto davanti, seguito da un eventuale osservatore e quindi dal marconista/mitragliere, a seconda del tipo di missione.
Come detto la differenza principale tra le due diverse generazioni del Duck era rappresentata dalle modifiche, per altro di scarso rilievo, al galleggiante centrale che nel J2F era stato allungato; rimaneva, nella zona di collegamento tra la fusoliera ed il galleggiante, l'alloggiamento per due passeggeri (o per una barella) mentre nella parte inferiore del galleggiante erano contenuti un serbatoio di carburante e gli elementi del carrello d'atterraggio: come nel caso del JF, le due gambe anteriori (monoruota) si ritraevano, sollevando i bracci inferiori, con movimento quasi verticale fino ad alloggiare in un'apposita scanalatura ricavata nel fianco del galleggiante. Due galleggianti stabilizzatori erano disposti, uno per lato, in prossimità delle estremità alari.

### Motore
Il Grumman J2F mantenne per tutto il corso del proprio sviluppo il motore Wright R-1820 Cyclone 9, costantemente aggiornato in ragione delle disponibilità: mentre la versione J2F-1 impiegava il motore R-1820-80 (dalla potenza di 750 hp, pari a circa 560 kW), si passò all'R-1820-30 della versione J2F-2 (790 hp, 589 kW) ed all'R-1820-54 impiegato dall'ultima variante prodotta (1 050 hp, 783 kW).

### Armamento
Ancora una volta l'armamento del Duck poteva variare in relazione alla tipologia di missione prevista; la predisposizione di fabbrica era per una mitragliatrice Browning M1919 (calibro .303 in) a disposizione del marconista, nella postazione posteriore dell'abitacolo. Nella versione J2F-2 vennero installate, come detto, una seconda mitragliatrice nella sezione anteriore della fusoliera, fissa, sparante con meccanismo di sincronizzazione attraverso il disco dell'elica e, nei velivoli della variante J2F-2A una seconda arma brandeggiabile per il marconista.
Sotto ciascuna semiala erano disposte rastrelliere per i carichi offensivi (bombe o cariche di profondità) il cui peso poteva complessivamente raggiungere le 650 lb (pari a 295 kg circa).

## Impiego operativo
Unitamente agli esemplari del predecessore, i J2F Duck operarono in tutti i teatri operativi del secondo conflitto mondiale svolgendo svariate tipologie di missioni ed operando sia dalle basi della Marina, sia dalle portaerei grazie alla configurazione anfibia.
Nel dopoguerra l'U.S. Navy registrò un certo numero di esemplari in surplus che vennero, a vario titolo, presi in carico da altre forze armate. Alcuni esemplari (secondo alcune fonti, furono 9) andarono all'USAAF (divenuta USAF nel 1947) mentre altri, anche nell'ambito del Mutual Defense Assistance Program, andarono alle forze argentine, colombiane e messicane.
Sempre provenienti dal surplus delle forze armate, diversi esemplari risultano essere stati acquistati da operatori privati; alcuni di questi sono stati successivamente utilizzati come warbird.

## Cultura di massa
- In ambito cinematografico, un Grumman J2F compare nel film L'uomo che venne dal nord del 1971.
- In ambito videoludico, il Grumman J2F compare nel videogioco Devil May Cry (dove viene denominato Karnival).

## Versioni

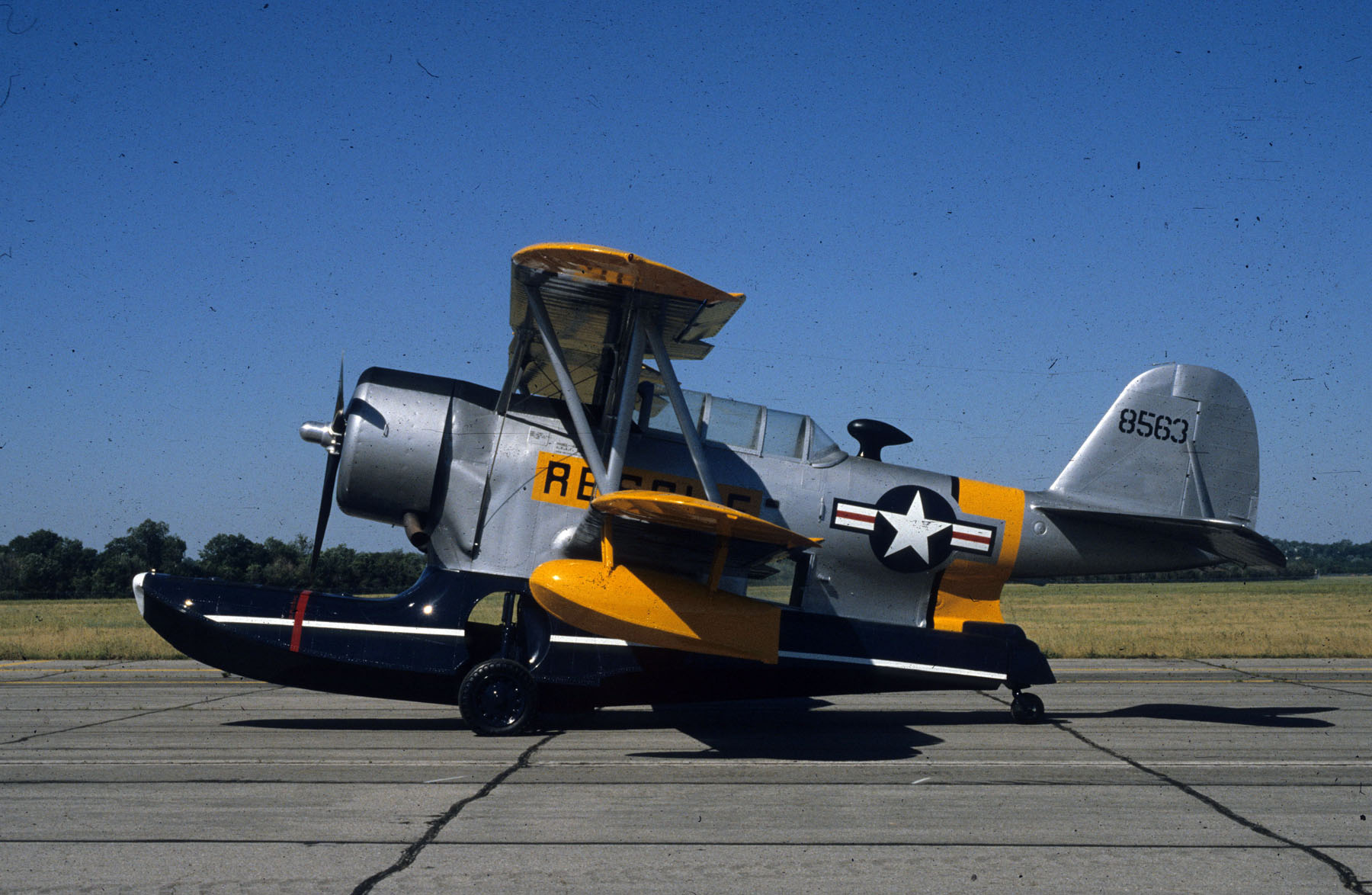
Un Duck nella versione OA-12 dell'USAF conservato presso l'U.S. Air Force Museum di Dayton.

I dati sulle versioni sono tratti da "www.uswarplanes.net", tranne dove diversamente indicato.
Tutte le versioni di J2F realizzate, portarono la denominazione di fabbrica Model G-15; la sola eccezione fu rappresentata da un lotto di velivoli venduti alle forze armate argentine (come sotto specificato).
- J2F-1: lotto di 29 velivoli, costruiti fra il 1936 ed il 1937, con modifiche di dettaglio rispetto alla precedente versione JF-3. Furono acquistati dall'U.S. Navy;
  - Model G-20: versione analoga alla precedente, ma destinata all'esportazione in Argentina. Otto esemplari costruiti;
  - J2F-1A: si trattò di un singolo velivolo modificato nelle ali, mediante l'installazione di alettoni lungo tutto il bordo d'uscita del piano alare superiore;
- J2F-2: dotata di una mitragliatrice frontale, sopra il motore[3], e di un nuovo aggiornamento della versione del motore; furono costruiti 30 velivoli che prestarono servizio nell'U.S. Navy e nel corpo dei Marines;
  - J2F-2A: una serie di 9 aerei dei Marines, dotata di specifiche modifiche (tra cui la doppia mitragliatrice a disposizione del marconista nella parte posteriore dell'abitacolo[3]) per compiti di pattugliamento;
- J2F-3: versione appositamente realizzata per l'U.S. Navy che acquistò 20 macchine, costruite fra il 1938 ed il 1939. Prevalentemente destinata al trasporto di alti ufficiali e autorità, fu dotata di motore ulteriormente aggiornato;
- J2F-4: variante costruita in 36 esemplari; dotati di meccanismi per il traino di bersagli per l'addestramento, vennero (come sempre) equipaggiati con motori aggiornati. Di questo lotto quattro velivoli furono acquistati dall'Argentina, uno andò ai Marines ed uno alla U.S. Coast Guard;
- J2F-5: fu la prima versione costruita dopo l'inizio della guerra; l'ordine per 144 aerei fu effettuato dalla Marina dopo l'attacco giapponese a Pearl Harbor[10] e costruiti tra il 1941 ed il 1942. Ancora una volta la modifica principale era costituita dalla nuova versione dell'unità motrice;
  - OA-12: designazione assegnata ad un esemplare trasferito all'USAAF nel 1942;
  - OA-12A: furono così designati 5 aerei passati, nel 1948, all'USAF per compiti Search And Rescue ed impiegati in Alaska. In seguito la designazione fu mutata in A-12;
- J2F-6: si tratta della versione costruita nel maggior numero di esemplari (330 velivoli costruiti tra il 1942 ed il 1945). Si trattò di aerei costruiti dalla Columbia Aircraft Corporation, ragione per la quale la sigla di designazione (secondo il sistema allora in vigore) avrebbe dovuto prevedere la sostituzione della F (che indicava il costruttore Grumman) con una L (identificativo assegnato, appunto, alla Columbia Aircraft); nella realtà dei fatti la designazione non subì modifiche. Anche in questa versione fu aggiornata la versione del propulsore installato;
  - OA-12B: nuovo lotto, di 3 velivoli, impiegato dall'USAF. In seguito denominati A-12A, furono poi venduti alla Colombia.

## Utilizzatori

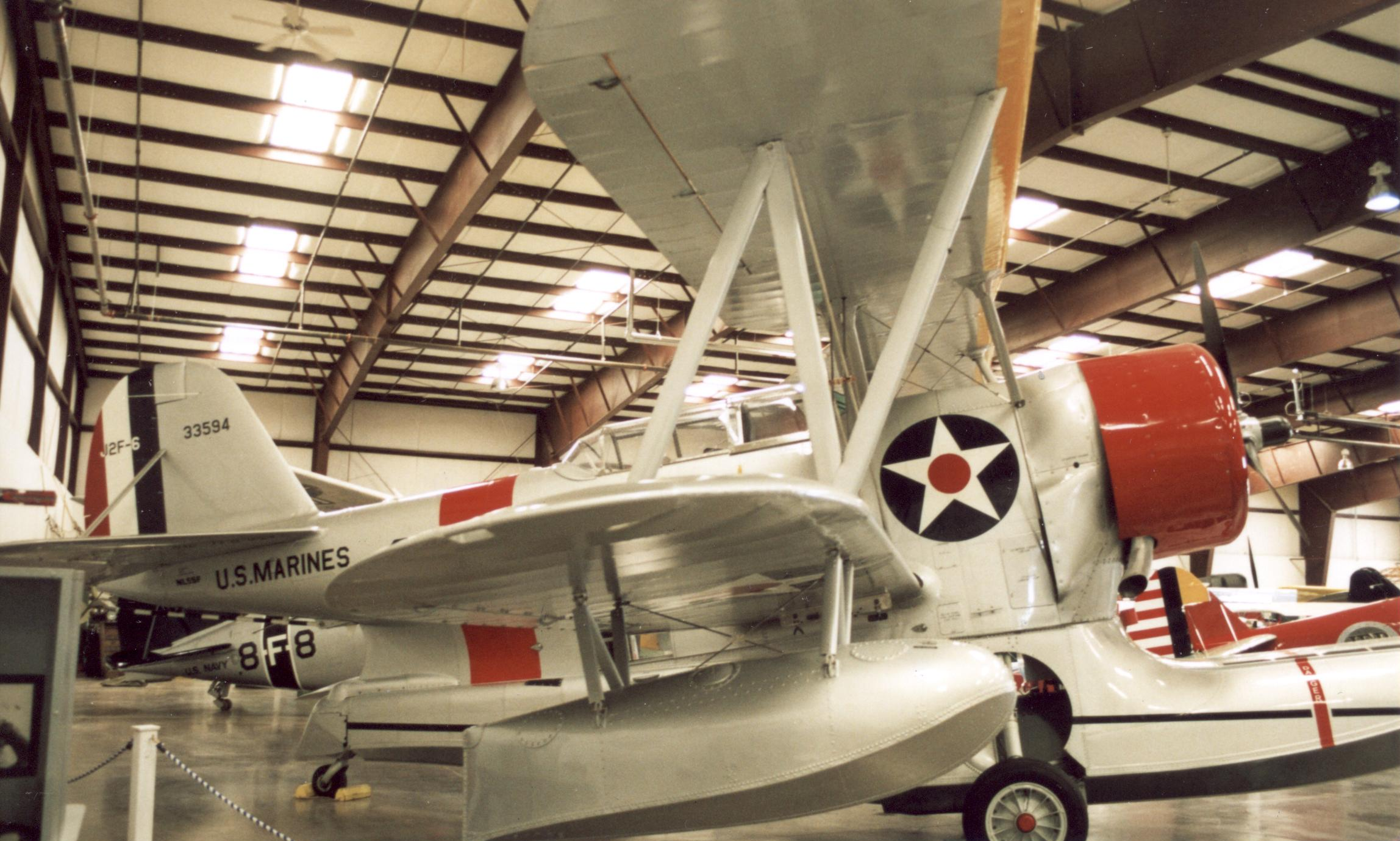
J2F-6 Duck prodotto dalla Columbia Aircraft esposto nella livrea dell'U.S. Marine Corps al Planes of Fame Museum di Valle, Arizona, ottobre 2005.

Argentina
- Aviación Naval

 Colombia
- Aviación Naval

 Messico
- Fuerza Aeronaval

 Paraguay
- Armada Paraguaya

 Stati Uniti
- United States Army Air Forces
- United States Air Force
- United States Coast Guard
- United States Marine Corps
- United States Navy

### Pubblicazioni
- (EN) Francis J. Allen, A Duck Without Feathers, in Air Enthusiast, n. 23, dicembre 1983-Marzo 1984,  pp. 46-55, 77-78.